# Anapis circinata
Espèce
Synonymes
- Epecthina circinata Simon, 1895

Anapis circinata est une espèce d'araignées aranéomorphes de la famille des Anapidae.

## Distribution
Cette espèce est endémique du Venezuela.

## Description
La femelle holotype mesure 1 mm.

## Publication originale
- Simon, 1895 : Histoire naturelle des araignées. Paris, vol. 1, p. 761-1084 (texte intégral).